# Megathopa violacea
Megathopa violacea är en skalbaggsart som beskrevs av Blanchard 1846. Megathopa violacea ingår i släktet Megathopa och familjen bladhorningar. Inga underarter finns listade i Catalogue of Life.